# Église Saint-Leu-Saint-Gilles de Saint-Leu-la-Forêt
L'église Saint-Leu-Saint-Gilles est une église située à Saint-Leu-la-Forêt, en Val-d'Oise, France.

## Description
L'église Saint-Leu-Saint-Gilles est érigée dans le centre-ville de Saint-Leu-la-Forêt, rue du Général-Leclerc, à l'angle de la rue de l'Église.
La façade principale, donnant sur le sud-ouest et sur un petit parvis faisant face au début de l'avenue de la Gare, est la seule façade pourvue d'une ornementation : les autres murs donnent sur des ruelles ou sur des propriétés privées. Un grand portail avec un archivolte plein cintre et un tympan garni d'une mosaïque donne accès à la nef. Des portails plus petits flanquent ce portail principal des deux côtés et s'ouvrent sur les collatéraux. La partie supérieure de la façade de la nef avec son pignon est ornée de cinq arcades plein cintre, dont les trois au centre comportent des fenêtres.
Le clocher-tour bien distinct de son bâtiment principal est placé devant la façade latérale nord-est. Son second étage est doté de deux baies abat-son gémelées par face, surmontées d'un gable avec une horloge. Autour du larmier entre le premier et le second étage, les murs sont décorés de moulures dans le style de la Renaissance italienne.
L'église abrite dans sa crypte les tombeaux de quatre membres de la famille Bonaparte, : celui de Louis Bonaparte (1778-1846), frère de Napoléon Ier, roi de Hollande et père de Napoléon III, et deux de ses fils, Napoléon-Charles Bonaparte (1802-1807) et Napoléon-Louis Bonaparte (1804-1831) qui fut brièvement roi de Hollande en juillet 1810. Le tombeau de Charles Bonaparte, père de Napoléon Ier et grand-père de Napoléon III est vide, sa dépouille ayant été transférée à la chapelle impériale à Ajaccio en 1951.

## Historique
L'emplacement est occupé à partir du XIIe siècle par une église primitive, située sur les hauteurs en forêt de Montmorency et démolie en 1686. Elle est remplacée par une autre église, consacrée le 7 novembre 1690 et détruite au XIXe siècle pour faire place à l'église actuelle.
En 1804, Louis Bonaparte, frère de Napoléon Ier, s'installe à Saint-Leu-la-Forêt. Dès 1806, nommé roi de Hollande, il quitte la ville puis, après son abdication en 1810, il vit en exil et meurt en 1846 à Livourne en Italie. Dans son testament, il demande que son corps soit rapatrié à Saint-Leu-la-Forêt pour être enterré dans l'église auprès de ses deux fils. Le bâtiment tombe alors en ruine : en 1851, le président Louis-Napoléon Bonaparte, futur Napoléon III, en ordonne la reconstruction. L'architecte Joseph-Eugène Lacroix est chargé de sa réalisation et s'inspire d'églises italiennes de plan basilical, tout particulièrement de la basilique Saint-Apollinaire-le-Neuf de Ravenne. La nouvelle église est consacrée le 31 octobre 1851 en présence de Louis-Napoléon Bonaparte.
L'édifice est inscrit en mai 2022 au label « Patrimoine d'intérêt régional ».